# Мосхато
Мосхато (на гръцки: Μοσχάτο) е град в Гърция. Населението му е 25 441 жители (според данни от 2011 г.). Част е от Атинския метрополен район. Намира се в часова зона UTC+2. Пощенският му код е 183 xx, телефонния 210, а МПС кода е Z.